# Anachorète

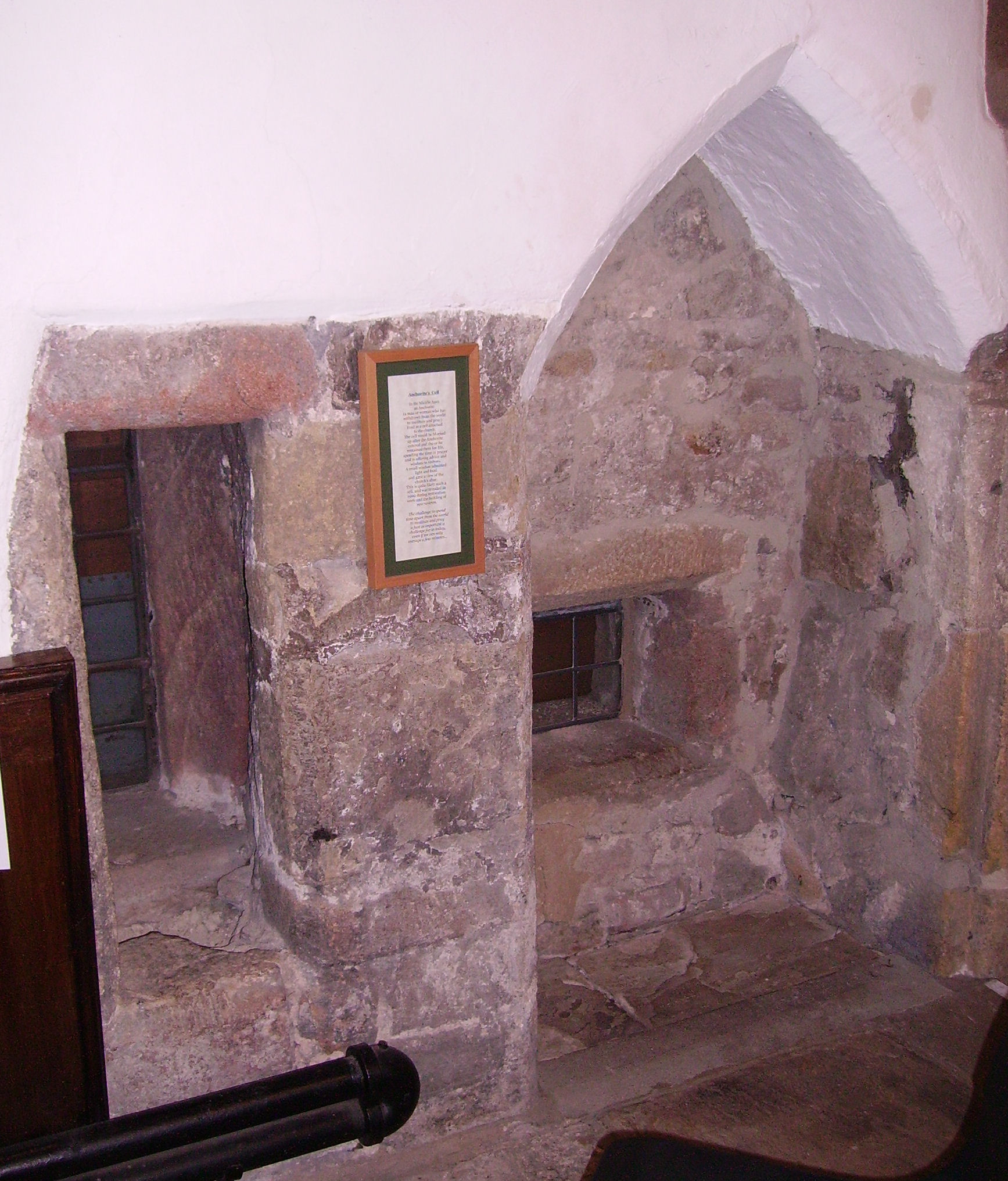
Cellule d'anachorète à Skipton, Angleterre.

Dans la religion chrétienne, un anachorète (du grec ancien ἀναχωρητής / anakhōrētḗs, « qui s'est retiré du monde ») est une personne qui s'est retirée de la société séculière pour des raisons religieuses, afin de mener une vie ascétique consacrée à la prière et à l'Eucharistie. L'anachorétisme s'est très largement répandu au cours du déclin de l'Empire romain et du haut Moyen Âge. 
Les anachorètes sont des ermites. À la différence des cénobites, lesquels sont aussi des ermites, qui vivent retirés du monde mais en groupe, les anachorètes vivent retirés du monde, mais seuls, individuellement. Ils devaient faire vœu de stabilité dans leur retraite, souvent dans une cellule adjointe à une église ou près d'un centre urbain, alors que l'ermite avait sa cellule au désert (cette différence originelle s'étant amoindrie au point que les termes d'anachorète et d'ermite sont devenus interchangeables, le premier étant davantage utilisé en Orient et le second en Occident). 
Les anachorètes devaient également se soumettre à un rite de consécration, voisin d'un rite de funérailles, à la suite duquel ils étaient considérés — au moins spirituellement — comme « morts au monde », sorte de saints vivants. L'anachorétisme est connu par l'archéologie et les écrits anciens et par sa survivance dans l'Angleterre médiévale. Pour l'Église catholique, l'anachorétisme est « une des autres formes de la vie consacrée » et gouvernée par les mêmes normes que l'érémitisme.

## Origines de l'anachorétisme

### Égypte antique: berceau du monachisme

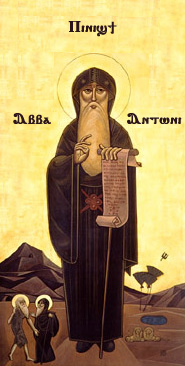
Saint Antoine le Grand, père des premiers anachorètes et du monachisme chrétien.

Les premières expériences érémitiques et plus précisément anachorétiques ont lieu en Orient à la fin de l’Antiquité. C’est au IIIe siècle qu’apparaissent les premiers ermites reclus dans le désert égyptien et le monachisme est institutionnalisé au IVe siècle. Paul de Thèbes et Antoine le Grand sont considérés comme les premiers solitaires à vivre une vie érémitique mais le concept de l’ascétisme (recherche de la perfection morale à travers l’effort et la souffrance) apparaît bien avant. Le monachisme du IIIe siècle est la continuité d’un ascétisme ancien auquel s’ajoute une rupture radicale avec le monde. En effet, dans les Actes des Apôtres, la description des premières communautés chrétiennes montre un modèle d’organisation de style communautaire. L’anachorétisme, en revanche, exige une vie de réclusion totale.
Un des tout premiers mouvements érémitiques se passe à Memphis où des prêtres ont vécu enfermés dans l’enceinte d’un temple. On les nomme Katochoi, ce qui signifie les « reclus » ou « possédés ». Cette communauté de prêtres est la première, semble-t-il, à adopter un mode de vie entièrement centré sur la méditation, de manière totalement indépendante de la vie religieuse publique. On a également connaissance d’une autre communauté de prêtres, appelés les Thérapeutes. Ils organisent leur vie autour de deux axes principaux : la prière en solitaire et des moments en communauté. 
Les chrétiens d’Égypte adoptent ce mode de vie en y apportant les modifications correspondant aux préceptes bibliques. À la lecture des Écritures, on trouve quantité de solitaires abandonnant leur vie, leur famille et leurs biens pour partir dans le désert, lieu privilégié de rencontre avec Dieu. On compte parmi eux, Moïse, Élie, le Christ lui-même pendant ses quarante jours de retraite. On voit également, dans le Nouveau Testament, des fondements de l’ascétisme : la solitude dans le désert est liée au Christ qui se retire pour résister à la tentation ; la hiérarchie des disciples et des maîtres ainsi que les principes de renoncement à tout bien matériel vient du moment où le Christ invite ses disciples à le suivre, abandonnant famille et richesses ; la chasteté devient une vertu encouragée par l’Église au même titre que la pauvreté et l’obéissance.
Le choix du désert pour s’isoler n’est pas anodin. Le terme « anachorète » vient en effet du grec ecclésiastique ἀναχωρητής / anakhōrētḗs (même sens), dérivé de ἀναχωρεῖν / anakhōreîn « se retirer ». Du grec ἀνά / aná (« à l’écart ») et χωρέω / khōréō (« je vais »). ». D’une part, cet environnement présente des conditions de vies extrêmement rudes, lieu idéal pour les anachorètes qui veulent marcher dans les traces de Moïse ou du Christ. Dans les premiers temps, les anachorètes s’installent à proximité des villages, dans des zones fertiles, de sorte qu’ils ne sont pas complètement coupés du monde. D’autre part, le désert représente également un lieu de préparation, d’initiation en lien avec l’Exode. Dans les Écritures, les prophètes recevaient la parole de Dieu dans le désert pour la transmettre aux populations. En ce qui concerne les anachorètes, la rencontre avec Dieu dans le désert prime sur l’aspect prophétique.

#### L'engouement pour le mode de vie anachorétique dans l'Antiquité
Les historiens ont décelé plusieurs raisons à un tel mouvement érémitique au IIIe siècle. Outre l’aspect purement religieux qu’est la volonté de se rapprocher des martyrs et de suivre la voie indiquée par Dieu dans les Écritures, on peut corréler ce mouvement avec la situation politique du moment. Au IIIe siècle, l’Église entre en contact avec l’État. En découle une transformation du christianisme en une religion de masse. Cependant, les chrétiens ne deviennent majoritaires dans l'Empire romain qu'au tournant des IVe et Ve siècles. Le christianisme de son côté, encourage la pratique de comportements conformes aux textes de l’Évangile et aux idéaux chrétiens. Par exemple, on encourage l’homme à faire subir à son corps des pratiques ascétiques avant qu’il ne ressuscite sous la forme d’un corps glorieux ; la chasteté est également prônée par le christianisme au même titre que la pauvreté ; on présente la mort comme une dormition avant la résurrection.
La société quant à elle, se complaît dans une forme d’inertie. Les spectacles, les mimes par exemple sont très mal perçus par les religieux qui considèrent que ces activités portent atteinte à la moralité. L’Église tente donc d’empêcher de tels agissements. Néanmoins l’État ne semble pas vouloir concilier la vie impériale et les valeurs du christianisme. Cette nouvelle situation encourage certains chrétiens à s’éloigner de ce monde qui n’est plus en accord avec leur idéal religieux et qui représente un danger pour leur intégrité morale par ses nombreuses tentations. Ils décident donc de partir vivre dans le désert conformément aux valeurs de l’Évangile.
On peut ajouter à ces conflits doctrinaux, à cette même période, des vagues de persécutions organisées par le pouvoir impérial en la personne de Dèce, Valérien, Aurélien puis Dioclétien entre 250 et 303 contre les chrétiens du nord de l’Afrique. La fuite dans le désert apparaît alors comme un moyen de se protéger et de se mettre hors d’atteinte de ces actes de persécution. En résulte une forte volonté de retraite spirituelle au plus proche de l’idéal antique, d’un ascétisme plus ou moins extrême, favorisant ainsi l’émergence de nouveaux courants religieux et idéologiques. On peut encore ajouter une cause socio-économique qui incite les humiliores (personnes démunies pendant l'Antiquité) à fuir dans le désert. À cette époque, ils sont accablés de taxes et de corvées. Afin d’échapper à la faim et aux charges fiscales, ils se coupent de la société.[réf. nécessaire]
Le désert peut ainsi représenter un lieu de rupture avec la société, que ce soit pour des causes idéologiques et religieuses ou pour une question de survie.
Au IVe siècle, on remarque un phénomène important : on ne se contente pas de rester dans un désert en marge de la ville et de la civilisation, on se retire dans le « grand désert », car rester en marge de la civilisation, c’est prendre le risque de succomber aux tentations qu’elle présente.

#### Antoine le Grand
Antoine le Grand est connu comme le précurseur du mouvement anachorétique. Devenu orphelin à l’âge de 20 ans, il se débarrasse de tous ses biens et de sa fortune et vit en ermite pendant vingt ans. Il vainc ses démons et atteint la perfection spirituelle. Son expérience provoque un tel engouement pour la vie monastique qu’on peut dire que « le désert devint une cité »[réf. souhaitée]. Antoine ajoute au concept d’errance la coupure radicale d’avec la société. Athanase, évêque d’Alexandrie, écrit la biographie d’Antoine un an après sa mort. Bien qu’au début de son errance Antoine agit indépendamment des institutions ecclésiastiques, Athanase se montre respectueux du corps ecclésiastique. Il présente ainsi un idéal. Plus Antoine avance dans sa solitude, plus il approche de la perfection. Il fait apparaître cet homme idéal comme un héros, un modèle et un initiateur de la vie monastique. Cet écrit se propage dans le monde oriental et inaugure la tradition anachorétique. Il ouvre la voie à un cheminement spirituel par lequel les moines arrivent, par la pratique d’une ascèse rigoureuse, à vaincre leurs démons et atteindre la perfection spirituelle. Ainsi ils peuvent prétendre posséder des dons tels que la prophétie, la clairvoyance ou encore le pouvoir de guérison.

### Vie spirituelle
Les personnes qui vont pratiquer cette forme de réclusion en Égypte au IVe siècle, que ce soient des anachorètes ou des maîtres spirituels, sont appelés les « Pères du désert ». Ils écrivent des sentences narrant des expériences de différents ermites égyptiens proposant ainsi un modèle de vie aux futurs anachorètes. Les pratiques et doctrines qui se développent alors et qui seront véhiculés par différentes hagiographies ou différents textes dont la Vie de Saint Antoine ou les Apophtegmes des Pères vont fortement influencer le monachisme. Le but principal du mouvement anachorétique est d’atteindre la perfection demandée par l’Évangile, ce qui nécessite l’abandon de biens et de famille. La pratique de l’ascèse corporelle force le moine à se contrôler et vaincre ses passions. Ajoutées à cela la lecture des Écritures et la prière, l’anachorète lutte contre ses démons et parvient à la perfection spirituelle lorsqu’il ne ressent plus aucune passion. Le Démon envoie des signes trompeurs, des visions. Le travail de l’ermite est de distinguer ces illusions de la réalité. Dans l’iconographie d’Antoine, on remarque qu’il est souvent représenté luttant contre les tentations, ce qui traduit le sens de l’anachorèse.
On peut distinguer deux conceptions de la vie anachorétique :
- ceux qui vivent en solitaire pratiquent l’anachorétisme suivant le plus rigoureusement le modèle d’Antoine;

- Comme ce mode de vie est extrêmement éprouvant, voire impossible, les communautés qu’on retrouve dans le désert d’Égypte suivent un mode de vie semi-anachorétique. D’une part, bien qu’ils aspirent à la solitude, les moines peuvent recevoir des visiteurs afin de les orienter dans leur propre quête de perfection spirituelle. D’autre part, bien qu’ils suivent l’exemple d’Antoine en ce qui concerne l’ascèse, ils développent des aspects communautaires. Les moines restent solitaires pendant la semaine et se retrouvent en communauté le samedi et dimanche pour un repas commun, la prière ou la messe. De telles pratiques nécessitent la création de lieux communautaires comme une église. Il y a une hiérarchie présente au sein de la communauté qui différencie les maîtres et les disciples. Se met alors en place un courant idéologique qui donnera naissance au cénobitisme et au monachisme.

Le quotidien d’un anachorète est divisé en deux parties : la prière et le travail manuel. Le travail manuel est un trait caractéristique du moine égyptien. Il lui permet de vendre le fruit de son travail pour se nourrir et lui permet également d’occuper son esprit, se protégeant ainsi de l’oisiveté qui est source d’instabilité mentale.

### Fondation des premières communautés anachorétiques

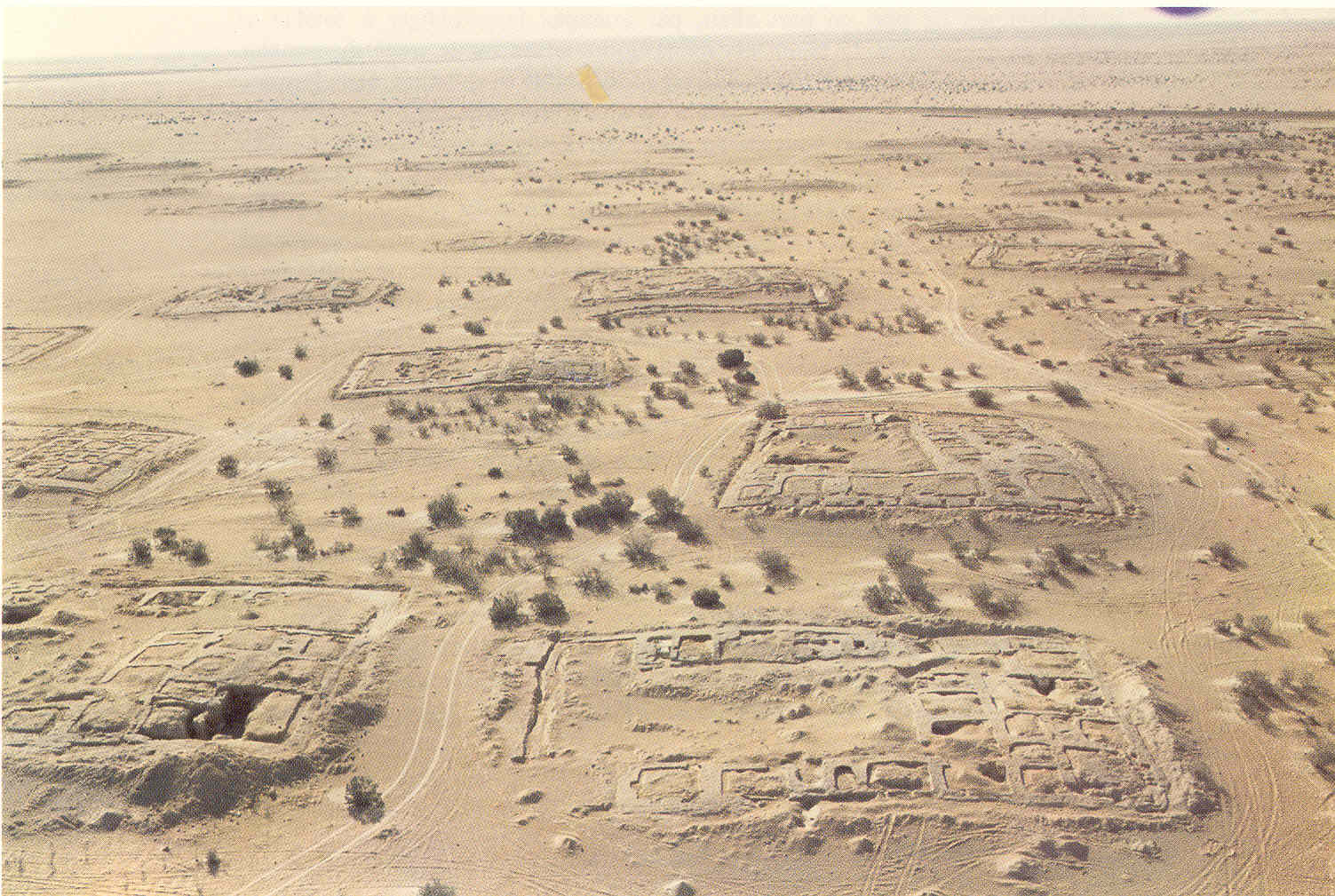
Des ermitages ou kellia, site archéologique du désert de Nitrie.

Après vingt-cinq ans de retraite dans le désert, Antoine a vu affluer un très grand nombre de chrétiens désireux de vivre tel que lui en solitaire. Il fonde alors une communauté d’anachorètes où chacun vit son ascèse mais où se met en place un rapport hiérarchique entre les disciples et les maîtres, entre les novices et les anciens. Dans ces lieux, on pratique plutôt ce qu’on appelle un semi-anachorétisme.
En raison du succès de telles communautés, les Pères du désert se trouvent dans l’obligation de fonder d’autres sites anachorétiques. On en dénombre trois importants en Égypte, aux alentours du Delta du Nil :
- Dans le désert de Nitrie où a été fondée une colonie entre 320 et 330 par saint Amoun. Le succès qu’a connu cette colonie l'a forcé ainsi que saint Antoine à créer un second site, plus loin dans le désert : les cellules ou kellia.

- Dans le désert des Kellia où des cellules sont occupées par des moines qui souhaitent plus de solitude. Malgré son succès, le site semble avoir été détruit à la fin du VIe siècle pour des raisons encore inconnues. Les recherches ont montré qu’au début du VIe siècle, les ermitages sont peu peuplés et répartis sur l’ensemble du site. Ils sont placés de préférence dans les endroits les plus bas afin qu’on ne puisse pas se voir de l’un à l’autre. Dans le courant du siècle, on constate une augmentation et un élargissement des ermitages. Au VIIe siècle, on construit des tours de refuge ou des églises. Ce phénomène est probablement à mettre en lien avec l’abandon des églises communes au milieu du siècle. La concentration des ermitages, ainsi que la construction de centres communautaires tels que les édifices religieux témoigne du rôle croissant de ces communautés anachorétiques.

- Dans le désert de Scétée où a été initié vers 330 des églises et des hospices pour les pèlerins par Macaire le Grand. Les invasions barbares qui ont eu lieu en 407, 434, 444 ont ravagé le site et forcé les anachorètes y vivant à quitter les lieux. Les moines se regroupent alors en « laures », présentes principalement en Palestine[17]. Ces sites connaissent leur apogée à la fin du IVe siècle. Mais à la fin du VIe siècle, ils sont abandonnés en raison de conflits entre moines de doctrines différentes. La pratique de l’ascèse dans le désert, voulue par les premiers anachorètes semble impraticable. Les premiers anachorètes vivent dans des grottes, des tombeaux ou des édifices en ruine. Mais s’ils n’ont pas ces aménagements, ils sont dans l’obligation de construire des cellules. De préférence, ils les construisent près d’un endroit où ils peuvent trouver facilement de l’eau. Les cellules, bâties en pierre ou en briques, sont généralement carrées ou circulaires. Elles sont constituées d’une pièce pour dormir, d’un oratoire et éventuellement une pièce pour travailler. Il y a de petites ouvertures et une porte qui reste ouverte. Certains anachorètes condamnent la porte, mais il est nécessaire d’avoir une fenêtre pour communiquer avec le monde extérieur, pour être ravitaillés ou donner la bénédiction à des individus de passage. L’ermitage est parfois entouré d’un mur ou d’une clôture[18].

#### Les laures de Palestine
En Palestine, on trouve une forme particulière d’anachorétisme. Au VIe siècle, les moines du Sinaï vivent également dans des cellules regroupées en colonie avec une tour de refuge et une église, mais ils sont sous la direction d’un higoumène. Dans les environs de Jérusalem, on trouve, dans des zones désertiques, une forme de monachisme sous l’aspect particulier de laure. Chariton, au IVe siècle, fonde les trois premières laures de Palestine : à Pharon, Douka et Souka. La particularité de ce type de monachisme est qu’il est organisé autour d’une forte structure centrale. Les moines vivent seuls, ou avec un ou deux disciples, et se réunissent le samedi ou dimanche à l’instar des colonies semi-anachorétiques.

## Propagation du mouvement anachorétique en Occident

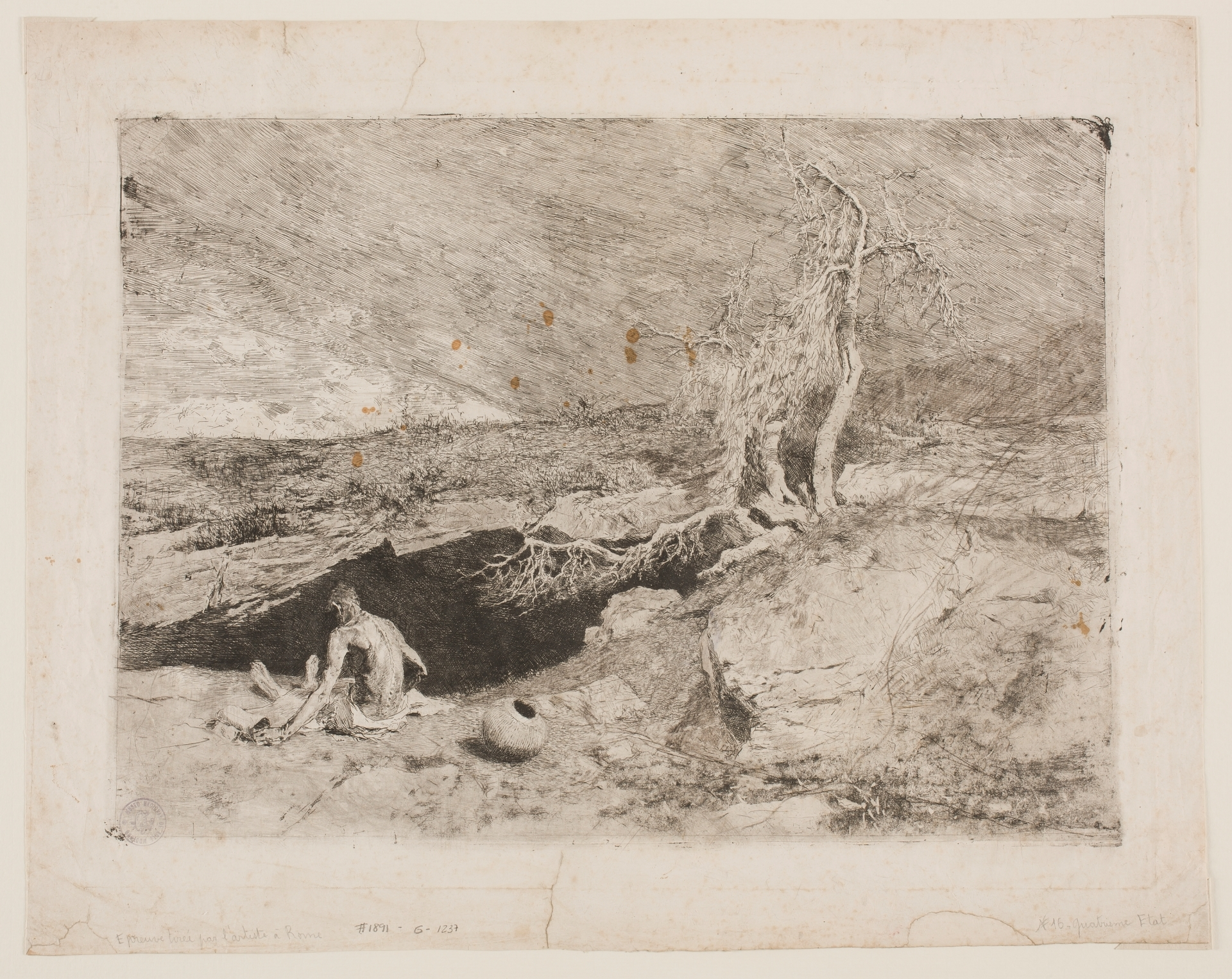
Anachorète, Marià Fortuny (v. 1869), musée national d'Art de Catalogne, Barcelone, Espagne.

En Occident, le monachisme est importé d’Orient dans la deuxième moitié du IVe siècle. Avant cela, c’était le modèle ascétique qui prédominait mais sans les aspects de la solitude ou de l’errance. Les religieux vivaient dans la privation, la chasteté et la pauvreté mais ne quittaient pas leur maison ni leur famille.
Un conflit entre Arius, fondateur de l’arianisme, et Athanase, au début du IVe siècle, force ce dernier à s’exiler en Occident. Il propage alors les idées des Pères du désert, notamment grâce à la Vie de Saint Antoine. C’est ainsi que les principes de l’érémitisme oriental se répandent en Occident. Martin, évêque de Tours, tente de vivre une vie érémitique selon le modèle égyptien et cherche à revenir aux sources du prophétisme ancien. Les préceptes de Martin vont servir de modèle aux ermites du Haut Moyen Âge. Son idéal ascétique se propage. En Occident, l’ascétisme oriental se répand : au même titre qu’en Orient, le rapprochement de l’Église et de l’État provoque un besoin de retrouver un idéal religieux ancien. Le moine Jean Cassien, dans le but d’organiser et d’administrer les moines dans la Gaule méridionale, prône les valeurs apostoliques, « cette antique perfection ». Il encourage les moines à partir des villes et à pratiquer les règles établies par les apôtres.
Le centre de spiritualité se déplace de Tours à Lérins (île Saint-Honorat), puis les idées se propagent par la vallée du Rhône et atteignent l’île de Bretagne. Saint Patrick, au milieu du IVe siècle, a le désir d’évangéliser l’Irlande. « Le courant monastique passe du continent à l’île des Saints. »
En 362, le concile de Langres interdit le monachisme gyrovague, individuel et autonome. À la fin du Ve siècle et au début du VIe siècle, il est interdit aux moines de vivre dans des cellules personnelles, excepté dans l’enceinte d’un monastère. L’Église, ne maîtrisant plus cet engouement, voit la nécessité de légiférer et de contrôler l’anachorétisme. Cela provoque une retombée du mouvement érémitique au VIIIe siècle.
La Regula solitarorium décrit la vie quotidienne des reclus :
- la cellule doit se trouver dans un monastère, contigüe à l’église afin que le solitaire entende les différentes messes ;

- il doit y avoir une fenêtre percée dans le mur de l’église ;

- les reclus peuvent avoir des disciples mais ne peuvent accomplir de miracles car ils ne doivent pas être en recherche d'une quelconque forme de gloire.

Les conséquences d’une telle propagation de l’idéologie ascétique à travers le mouvement des anachorètes ne sont pas négligeables dans l’histoire du monachisme occidentale. Entre le Ve siècle et le VIIIe siècle, on ne dénombre pas moins de 52 fondations de centres monastiques et 78 villes, en Gaule du nord.

## La vie anachorétique
L'anachorétisme se répandit au cours de l'Antiquité tardive et du haut Moyen Âge. Il demeure des restes d'habitations d'anachorètes. Ce sont souvent de simples cellules édifiées contre les murs d'une église. Dans les pays germaniques, il était de coutume que l'évêque dise la messe des morts lorsque l'anachorète inaugurait sa cellule pour signifier sa mort au monde et sa naissance dans une vie en communion avec les anges. Lorsque l'anachorète était emmuré dans sa cellule, l'évêque y apposait son sceau pour marquer cette clôture de son autorité. Toutefois, quelques anachorètes vaquaient librement de leur cellule à l'église voisine et ses dépendances, comme Conrad de Plaisance qui sortait de sa grotte pour prodiguer des soins aux malades de Val di Noto. Les anachorètes pouvaient recevoir les sacrements et la Communion par une petite ouverture, appelée « hagioscope », pratiquée dans le mur de leur cellule. Celle-ci permettait également de les pourvoir en nourriture, d'évacuer leurs ordures et de permettre des dialogues spirituels avec les visiteurs attirés par leur réputation de sages.
En règle générale, les anachorètes devaient demeurer dans leur cellule en toute circonstance. Certains anachorètes périrent brûlés vifs dans leurs cellules alors que des ennemis pillaient et brûlaient leur cité. Ils se nourrissaient frugalement et occupaient leurs journées en prières contemplatives et en intercessions pour leurs contemporains.
Les diverses règles anachorétiques permettent d'avoir une idée du quotidien des anachorètes. La plus connue est l'Ancrene Wisse ou Ancrene Riwle. De Institutione Inclusarum est une règle rédigée vers 1160 par Aelred of Rievaulx. Les dévotions détaillées dans l'Ancrene Wisse duraient environ quatre heures à la suite desquelles l'anachorète suivait le rite de la messe puis s'adonnait à des prières et à des lectures personnelles.

## Anachorètes célèbres
- Antoine le Grand
- Benoît de Nursie
- Benoît le Maure
- Bruno le Chartreux
- Chariton le Confesseur
- Conrad de Plaisance
- David de Thessalonique
- Évagre le Pontique
- Hilarion de Gaza
- Jean Cassien
- Julienne de Cornillon
- Marie l'Égyptienne
- Nicolas de Flüe
- Onuphre l'Anachorète
- Paul de Thèbes
- Paul le Simple
- Serge de Radonège
- Timon le Misanthrope
- Théophane le Reclus
- Ursan (ermite)
- Gunther (ermite)
- Siméon le Stylite
- Julienne de Norwich

## Source
- (en) Cet article est partiellement ou en totalité issu de l’article de Wikipédia en anglais intitulé « Anchorite » (voir la liste des auteurs).

## Annexe